# Grand Conseil du canton du Tessin
Législature 2023-2027
Palais des Ursulines
Le Grand Conseil (en italien : Gran Consiglio) est le parlement cantonal du canton suisse du Tessin. 
Il siège au Palais des Ursulines situé à Bellinzone, la capitale du canton.

## Description
Le Grand Conseil compte 90 sièges. Ses membres sont élus tous les 4 ans au scrutin proportionnel. L'élection se déroule en même temps que celle du Conseil d’État (gouvernement cantonal) au mois d'avril. Le canton forme une seule circonscription électorale.
La législature commence en mai, lors de la première séance constitutive du Grand Conseil (convoqué par le Conseil d'État dans les 30 jours suivant l'élection), et se termine en avril.

## Composition

### Évolution

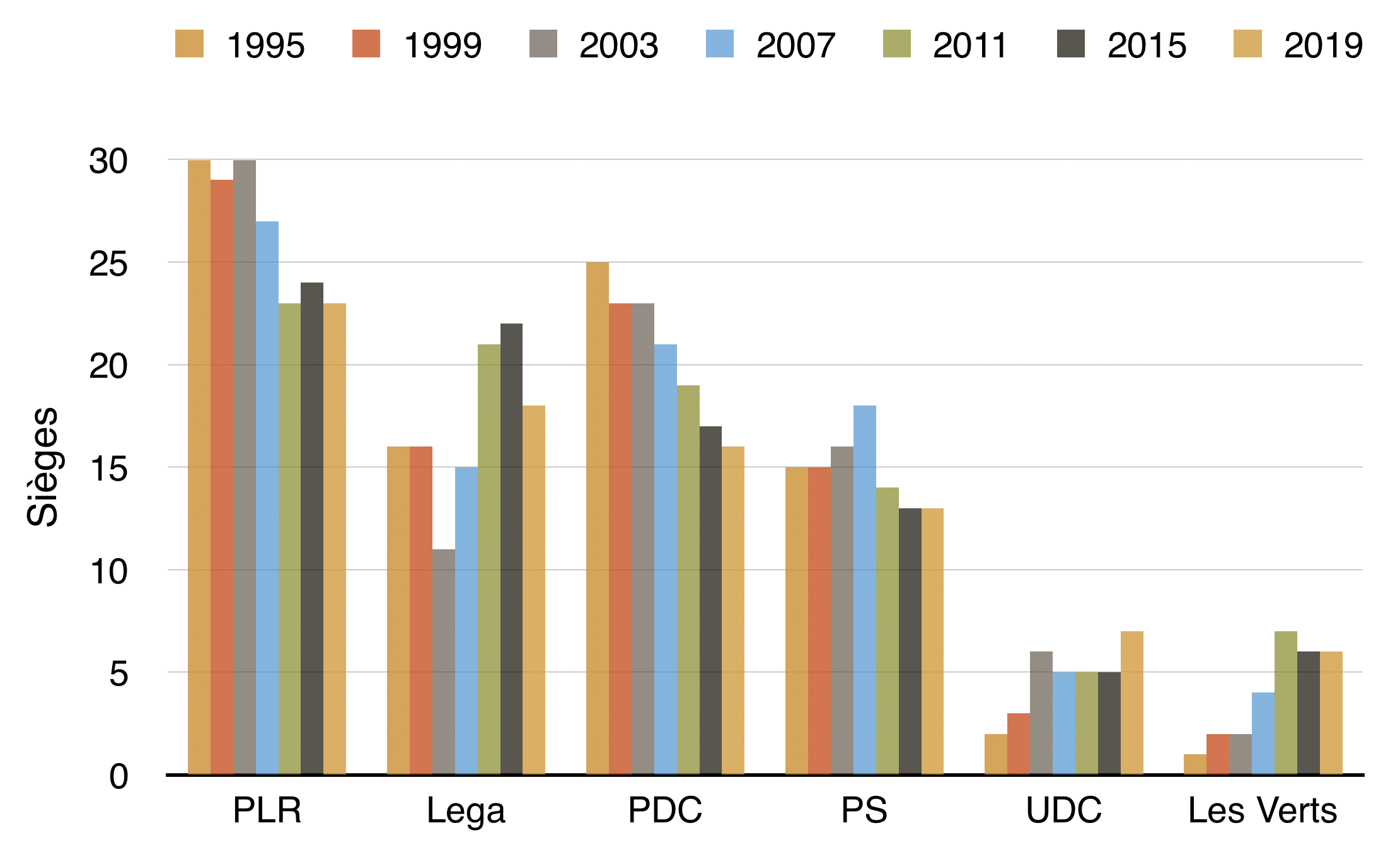
Évolution de la répartition des sièges du Grand Conseil tessinois entre les principaux partis.

| Parti                                 | 2019 | 2015 | 2011 | 2007 | 2003 | 1999 | 1995 |
| ------------------------------------- | ---- | ---- | ---- | ---- | ---- | ---- | ---- |
| PLR                                   | 23   | 24   | 23   | 27   | 30   | 29   | 30   |
| Lega                                  | 18   | 22   | 21   | 15   | 11   | 16   | 16   |
| PDC                                   | 16   | 17   | 19   | 21   | 23   | 23   | 25   |
| PS                                    | 13   | 13   | 14   | 18   | 16   | 15   | 15   |
| UDC                                   | 7    | 5    | 5    | 5    | 6    | 3    | 2    |
| Les Verts                             | 6    | 6    | 7    | 4    | 2    | 2    | 1    |
| Movimento per il socialismo           | 3    | 2    | 1    | 0    | 0    | 0    | –    |
| Più Donne                             | 2    | –    | –    | –    | –    | –    | –    |
| Partito Comunista (PC) e Indipendenti | 2    | –    | –    | –    | –    | –    | –    |
| MontagnaViva                          | 0    | 1    | 0    | –    | –    | –    | –    |
| Generazione Giovani                   | –    | –    | –    | –    | 1    | –    | –    |
| Partito del Lavoro                    | –    | –    | –    | 0    | 1    | 0    | 1    |
| Partito liberalsocialista ticinese    | –    | –    | –    | –    | 0    | 2    | –    |
| Total                                 | 90   | 90   | 90   | 90   | 90   | 90   | 90   |

### Législature 1999—2003
L'élection pour la législature 1999—2003 a eu lieu le 18 avril 1999,.
| Liste                                 | Sièges | Suffrages  | %        |
| ------------------------------------- | ------ | ---------- | -------- |
| Partito liberale radicale ticinese    | 29     | 4 287 030  | 31,81 %  |
| Partito popolare democratico ticinese | 23     | 3 425 290  | 25,42 %  |
| Lega dei ticinesi                     | 16     | 2 456 300  | 18,23 %  |
| Partito socialista                    | 15     | 2 215 620  | 16,44 %  |
| Unione democratica di centro          | 3      | 375 980    | 2,79 %   |
| Verdi                                 | 2      | 197 340    | 1,46 %   |
| Partito liberalsocialista ticinese    | 2      | 177 650    | 1,32 %   |
| Partito del lavoro                    | 0      | 105 930    | 0,79 %   |
| Partito del tasso                     | 0      | 81 950     | 0,61 %   |
| Il Guastafeste                        | 0      | 58 520     | 0,43 %   |
| Partito popolare 2000                 | 0      | 46 530     | 0,35 %   |
| Partito ticinese del lavoro           | 0      | 15 510     | 0,12 %   |
| 9 per Nove                            | 0      | 12 760     | 0,09 %   |
| Fronte del Ticino                     | 0      | 12 540     | 0,09 %   |
| Partito repubblicano ticinese         | 0      | 7 590      | 0,06 %   |
| Total                                 | 90     | 13 476 540 | 100,00 % |

### Législature 2003—2007
L'élection pour la législature 2003—2007 a eu lieu le 6 avril 2003.
| Liste                              | Sièges | Suffrages  | %        |
| ---------------------------------- | ------ | ---------- | -------- |
| Partito liberale radicale ticinese | 30     | 3 988 228  | 31,54 %  |
| Partito popolare democratico       | 23     | 3 081 648  | 24,37 %  |
| Partito socialista                 | 16     | 2 214 004  | 17,51 %  |
| Lega dei ticinesi                  | 11     | 1 483 945  | 11,74 %  |
| Unione democratica di centro       | 6      | 742 666    | 5,87 %   |
| I Verdi                            | 2      | 310 445    | 2,46 %   |
| Generazione Giovani                | 1      | 194 531    | 1,54 %   |
| Movimento per il socialismo        | 0      | 134 490    | 1,06 %   |
| Partito Liberalsocialista          | 0      | 125 327    | 0,99 %   |
| L'ONDA                             | 0      | 108 157    | 0,86 %   |
| Partito del Lavoro                 | 1      | 97 482     | 0,77 %   |
| Il Guastafeste                     | 0      | 83 898     | 0,66 %   |
| Federazione degli Indipendenti     | 0      | 66 150     | 0,52 %   |
| Partito Nuovi Svizzeri             | 0      | 14 014     | 0,11 %   |
| Total                              | 90     | 12 644 985 | 100,00 % |

### Législature 2007—2011
L'élection pour la législature 2007—2011 a eu lieu le 1er avril 2007.
| Liste                                              | Sièges | Suffrages  | %        |
| -------------------------------------------------- | ------ | ---------- | -------- |
| Partito Liberale Radicale Ticinese                 | 27     | 5 665 244  | 29,31 %  |
| Partito Popolare Democratico + Generazione Giovani | 21     | 4 479 093  | 23,17 %  |
| Partito Socialista                                 | 18     | 3 665 464  | 18,96 %  |
| Lega dei Ticinesi                                  | 15     | 3 129 270  | 16,19 %  |
| Unione Democratica di Centro - Sezione Ticino      | 5      | 883 428    | 4,57 %   |
| I Verdi del Ticino                                 | 4      | 802 036    | 4,15 %   |
| Partito del Lavoro e Giovani Progressisti          | 0      | 196 656    | 1,02 %   |
| Movimento per il Socialismo                        | 0      | 176 610    | 0,91 %   |
| Il Guastafeste                                     | 0      | 91 354     | 0,47 %   |
| Unione Democratica Federale - Ticino               | 0      | 80 859     | 0,42 %   |
| Ticino Pulito                                      | 0      | 80 287     | 0,42 %   |
| Basta Divieti                                      | 0      | 64 310     | 0,33 %   |
| Liberali Nazionali                                 | 0      | 14 839     | 0,08 %   |
| Total                                              | 90     | 19 329 450 | 100,00 % |

### Législature 2011—2015
L'élection pour la législature 2011—2015 a eu lieu le 10 avril 2011.
| Liste                                                      | Sièges | Suffrages  | %        |
| ---------------------------------------------------------- | ------ | ---------- | -------- |
| Partito liberale radicale ticinese                         | 23     | 4 848 259  | 25,15 %  |
| Lega dei ticinesi                                          | 21     | 4 402 455  | 22,84 %  |
| Partito popolare democratico + Generazione Giovani         | 19     | 3 957 032  | 20,53 %  |
| Partito socialista                                         | 14     | 2 903 984  | 15,07 %  |
| I Verdi del Ticino                                         | 7      | 1 467 567  | 7,61 %   |
| Unione democratica di centro - Unione democratica federale | 5      | 1 051 101  | 5,45 %   |
| Movimento per il socialismo - Partito comunista            | 1      | 245 677    | 1,27 %   |
| La Forza Civica                                            | 0      | 176 568    | 0,92 %   |
| Montagna Viva                                              | 0      | 159 809    | 0,83 %   |
| idea-lista                                                 | 0      | 62 118     | 0,32 %   |
| Total                                                      | 90     | 19 274 570 | 100,00 % |

### Législature 2015—2019
L'élection pour la législature 2015—2019 a eu lieu le 19 avril 2015.
| Liste                                              | Sièges | Suffrages  | %        |
| -------------------------------------------------- | ------ | ---------- | -------- |
| Partito liberale radicale ticinese                 | 24     | 5 516 447  | 26,73 %  |
| Lega dei ticinesi                                  | 22     | 5 002 375  | 24,24 %  |
| Partito popolare democratico + Generazione Giovani | 17     | 3 835 372  | 18,58 %  |
| Partito socialista                                 | 13     | 3 020 793  | 14,64 %  |
| I Verdi del Ticino                                 | 6      | 1 242 183  | 6,02 %   |
| La Destra (UDC-UDF-AL)                             | 5      | 1 189 942  | 5,77 %   |
| Movimento per il socialismo - Partito comunista    | 2      | 298 353    | 1,45 %   |
| MontagnaViva                                       | 1      | 255 164    | 1,24 %   |
| Verdi liberali                                     | 0      | 90 319     | 0,44 %   |
| Partito Operaio e Popolare                         | 0      | 86 827     | 0,42 %   |
| Fronte degli Indignati                             | 0      | 67 512     | 0,33 %   |
| Lega Sud                                           | 0      | 18 652     | 0,09 %   |
| La Noce                                            | 0      | 14 807     | 0,07 %   |
| Total                                              | 90     | 20 638 746 | 100,00 % |

### Législature 2019—2023
L'élection pour la législature 2019—2023 a eu lieu le 7 avril 2019.
| Liste                                                                 | Sièges | Suffrages  | %        |
| --------------------------------------------------------------------- | ------ | ---------- | -------- |
| Partito Liberale Radicale                                             | 23     | 4 923 876  | 25.33%   |
| LEGA DEI TICINESI                                                     | 18     | 3 861 342  | 19.87%   |
| Partito Popolare Democratico + Generazione Giovani                    | 16     | 3 427 450  | 17.63%   |
| Partito Socialista e Gioventù Socialista                              | 13     | 2 813 138  | 14.47%   |
| Unione democratica di centro                                          | 7      | 1 319 782  | 6.79%    |
| I Verdi del Ticino                                                    | 6      | 1 287 950  | 6.63%    |
| Movimento per il socialismo - Partito Operaio Popolare - Indipendenti | 3      | 464 908    | 2.39%    |
| Più Donne                                                             | 2      | 402 342    | 2.07%    |
| Partito Comunista (PC) e Indipendenti                                 | 2      | 239 701    | 1.23%    |
| Verdi liberali                                                        | 0      | 201 260    | 1.04%    |
| Spazio ai Giovani                                                     | 0      | 143 039    | 0.74%    |
| Movimento di MontagnaViva                                             | 0      | 142 322    | 0.73%    |
| LEGA VERDE                                                            | 0      | 121 193    | 0.62%    |
| Partito Evangelico (PEV)                                              | 0      | 47 188     | 0.24%    |
| Movimento Il Torchio                                                  | 0      | 24 169     | 0.12%    |
| Per un Cantone rispettoso dei (suoi) minori                           | 0      | 18 140     | 0.09%    |
| Total                                                                 | 90     | 19 437 800 | 100,00 % |